# Isle (Minnesota)
Isle ist eine Kleinstadt (mit dem Status „City“) im Mille Lacs County im US-amerikanischen Bundesstaat Minnesota. Das U.S. Census Bureau hat bei der Volkszählung 2020 eine Einwohnerzahl von 803 ermittelt.
Isle liegt in der Mille Lacs Indian Reservation der Anishinabe (Ojibwa) und heißt in deren Sprache Chi-minising.

## Geografie

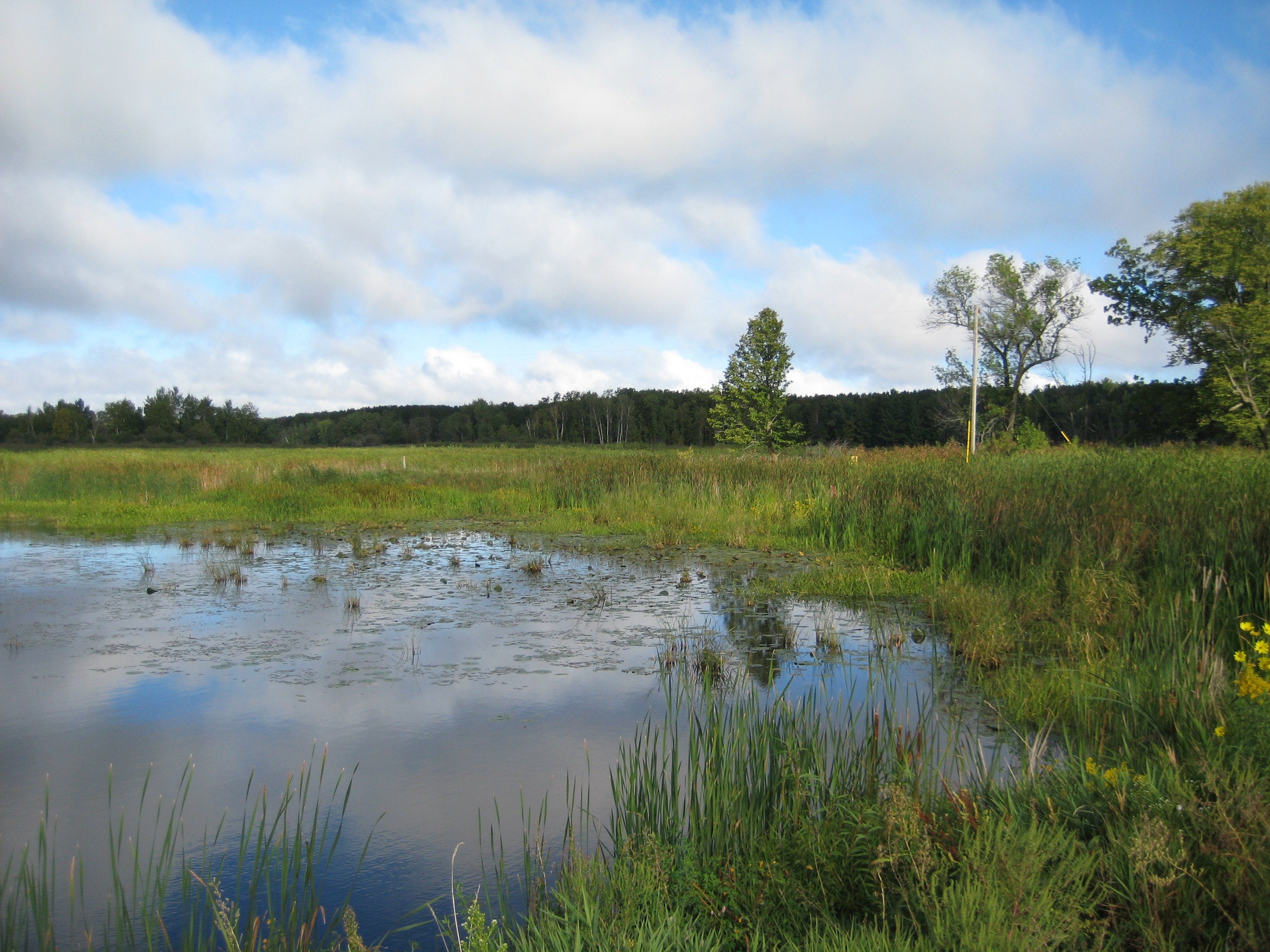
Seeufer im Father Hennepin State Park

Isle liegt im nordöstlichen Zentrum Minnesotas am südöstlichen Ufer des Mille Lacs Lake. Die geografischen Koordinaten sind 46°08′17″ nördlicher Breite und 93°28′15″ westlicher Länge. Der Ort erstreckt sich über 6,60 km², die sich auf 5,49 km² Land- und 1,11 km² Wasserfläche verteilen.
Am nordwestlichen Ortsrand liegt auf einer Halbinsel der Father Hennepin State Park.
Benachbarte Orte von Isle sind McGrath (27,4 km nordöstlich) und Wahkon (4,9 km westsüdwestlich).
Die nächstgelegenen größeren Städte sind Minneapolis (148 km südlich), Minnesotas Hauptstadt Saint Paul (159 km in der gleichen Richtung), Duluth am Oberen See (159 km nordöstlich), Sioux Falls in South Dakota (458 km südwestlich), Fargo in North Dakota (298 km nordwestlich) und Eau Claire in Wisconsin (299 km südöstlich).

## Verkehr
In Isle kreuzt die am südlichen Seeufer verlaufende Minnesota State Route 27 die am Ostufer entlang führende Minnesota State Route 47. Alle weiteren Straßen sind untergeordnete Landstraßen, teils unbefestigte Fahrwege sowie innerörtliche Verbindungsstraßen.
Mit dem Milaca Municipal Airport liegt 54,2 km südlich von Isle ein kleiner Regionalflugplatz. Der nächste internationale Flughafen ist der Minneapolis-Saint Paul International Airport (168 km südlich).

## Demografische Daten
Nach der Volkszählung im Jahr 2010 lebten in Isle 751 Menschen in 352 Haushalten. Die Bevölkerungsdichte betrug 136,8 Einwohner pro Quadratkilometer. In den 352 Haushalten lebten statistisch je 2,13 Personen.
Ethnisch betrachtet setzte sich die Bevölkerung zusammen aus 73,8 Prozent Weißen, 22,6 Prozent amerikanischen Ureinwohnern, 0,1 Prozent (eine Person) Asiaten sowie 0,8 Prozent aus anderen ethnischen Gruppen; 2,7 Prozent stammten von zwei oder mehr Ethnien ab. Unabhängig von der ethnischen Zugehörigkeit waren 3,1 Prozent der Bevölkerung spanischer oder lateinamerikanischer Abstammung.
23,4 Prozent der Bevölkerung waren unter 18 Jahre alt, 48,4 Prozent waren zwischen 18 und 64 und 28,2 Prozent waren 65 Jahre oder älter. 54,5 Prozent der Bevölkerung war weiblich.

Das mittlere jährliche Einkommen eines Haushalts lag bei 30.469 USD. Das Pro-Kopf-Einkommen betrug 20.407 USD. 16,4 Prozent der Einwohner lebten unterhalb der Armutsgrenze.